# Dieter Schönbach
Dieter Schönbach   (Słupsk, 18 de febrer de 1931 - Bochum, 28 de maig de 2012) fou un compositor alemany.
Es formà en l'Acadèmia de Música de Detmold i en la "Hochschule für Musik" de Friburg de Brisgòvia, i com alumne particular de Günter Bialas i Wolfgang Fortner. El 1958 fou nomenat director musical del Teatre Municipal de Bochum. Es distingia en l'organització de concerts de música contemporània, de la que també en va ser compositor, director i pianista.
Entre les seves obres per al teatre, orquestra i cambra, cal citar Farben und Klaenge in nenoriam W. Kandinski (1959) i Canticum psalmi resurrectionis per a solistes, 6 instruments i percussió (1956).